# سامي تومسون
سامي تومسون (بالإنجليزية: Sam Thomson)‏ (14 فبراير 1862 في المملكة المتحدة - 23 ديسمبر 1943) هو لاعب كرة قدم بريطاني (وحمل سابقاً جنسية المملكة المتحدة لبريطانيا العظمى وأيرلندا) في مركز الهجوم. شارك مع منتخب اسكتلندا لكرة القدم. أما مع النوادي، فقد لعب مع بريستون نورث إيند ونادي إيفرتون ونادي رينجرز ووولفرهامبتون واندررز وأكرينغتون.

## وصلات خارجية
- سامي تومسون على موقع الاتحاد الإسكتلندي (الإنجليزية)